# Phileurus endrodii
Phileurus endrodii är en skalbaggsart som beskrevs av Lamant-voirin 1995. Phileurus endrodii ingår i släktet Phileurus och familjen Dynastidae. Inga underarter finns listade i Catalogue of Life.